# Maui (mito de creación)
El mito de creación de Maui es una historia sobre el héroe Maui, un semidiós de Polinesia. Según el mito, creó la isla de Maui y es también considerado el creador de las islas Hawái. Maui es un héroe sin ningún poder especial cuyas hazañas fueron muy populares entre los polinesios que han sido transmitidas de forma oral hasta la actualidad. 
Según el mito, Maui y sus hermanos iban de pesca cada  pescador, tenía una imaginación desbordante y era un verdadero maestro en el engaño. En varias ocasiones, cuando no atrapó ningún pez, decidió robar uno que había atrapado uno de sus hermanos y fingió que era suyo. Cuando sus hermanos por fin decidieron que no podían seguir aguantando sus mentiras, dejaron de llevarle con ellos. En casa, su madre, Hina, le reprendió por no haber traído ni un solo pez para comer. Después de algunos días le dijo que se fuera a ver a su padre para obtener el anzuelo mágico, llamado Manai-ka-lani, con lo que podría atrapar tantos peces cuantos necesitara. Maui hizo lo que le había aconsejado su madre y después de obtener el anzuelo mágico decidió unirse a sus hermanos cuando fueron a pescar. Dada su fama de embustero, los hermanos no quisieron que les acompañara. Le dijeron que la barca era demasiado pequeña para todos y tuvo que quedarse en casa. Ese día, los hermanos consiguieron atrapar un tiburón y nada más. Cuando regresaron a casa, Maui les dijo que habrían podido atrapar más peces si le hubieran dejado ir con ellos. Pero ellos todavía se sintieron engañados y no le quisieron hacer caso.
Finalmente, decidieron perdonarle y le permitieron acompañarles. Esta vez zarparon muy lejos de la isla de Maui y hasta llegaron a la alta mar. A pesar de que Maui también estaba allí con ellos, no consiguieron atrapar nada más que tiburones. Los hermanos se burlaron de él porque había prometido un sinfín de peces. En ese momento, Maui decidió usar su anzuelo Manai-ka-lani y como cebo usó una gallina roja que era la preferida de Hina. Dijo unas palabras mágicas para que le ayudaran atrapar a la gran Ulua, la ballena del infinito (una especie de pez de la familia Carangidae). Después de hacerlo, el fondo del mar empezó a moverse y se produjeron unas olas muy grandes. Dos días después, Maui todavía estaba con la caña de pescar en la mano, luchando contra las olas enormes y esperando que el pez se cansara. Cuando por fin el pez no pudo más y cedió, Maui ordenó a sus hermanos que le ayudaran a sacarlo del mar. Después de mucho esfuerzo consiguieron hacerlo, pero lo que apareció en la superficie no era un pez sino un trozo de tierra. Uno de los hermanos decidió desobedecer a Maui y soltó la caña. En ese momento, la cuerda se rompió. La tierra se cayó detrás de ellos y  estalló en trozos, formando las islas Hawái y dentro de ellos también la isla de Maui. Según la cosmogonía de los pueblos polinesios, los dioses colocaron a su anzuelo mágico en el cielo (constelación de Escorpio), para que así los seres humanos recuerden las hazañas de Maui.
Otras Historias
Sina era la esposa de Maui quienes tenían un hijo llamado camapúa, sin embargo, Sina tenía una mascota que era una anguila la cual estaba enamorado de ella. Sina estaba harta de la anguila así que le pidió a su esposo que la mate el cual la mato y la enterró; y de los restos crece la primera palmera

## En la cultura popular
Maui aparece en la película de Disney, Moana.